# Fresnillo
Fresnillo là một đô thị thuộc bang Zacatecas, México. Năm 2005, dân số của đô thị này là 196538 người.